# Institut national des radioéléments
 (avril 2021).

L’IRE ou Institut national des radioéléments est une fondation d’utilité publique belge créée en 1971 dont l’activité principale est la production de radioisotopes pour des applications de diagnostic et de thérapie dans le domaine de la médecine nucléaire. Elle est implantée dans le site industriel situé à Fleurus, dans le Hainaut.

## Activités
L’IRE est le leader mondial de la production de molybdène 99, l’isotope « parent » du technétium 99 métastable, et le plus utilisé en médecine nucléaire pour de nombreux examens (le cœur, les os, les poumons, la thyroïde, le cerveau, les reins, etc.). Au-delà de ses activités de production, l'IRE contribue à la protection et à la surveillance de l’environnement via ses services de mesure de la radioactivité dans divers échantillons ; de caractérisation radiologique de déchets et d’éléments contaminés et de consultance et d’assistance technique dans les domaines radiologique et nucléaire.
C'est le pendant wallon du SCK CEN de Mol. L'entreprise ne dispose pas de réacteur nucléaire sur le site et fait appel au réacteur BR-2 du SCK CEN, au réacteur Osiris du CEA de Saclay avant sa fermeture et au réacteur HFR de Petten aux Pays-Bas.
L'autre entité de l'institut, IRE ELiT Radiopharma, est un laboratoire fondé en 2010 pour développer des médicaments radiopharmaceutiques utilisés pour l’imagerie et le traitement de certains cancers et les soins palliatifs.

## Histoire
René Constant a créé l’Institut national des Radioéléments à Fleurus, en 1971, au moment où Charleroi prend conscience de la nécessité d’assurer sa reconversion industrielle. Docteur en chimie de l’Université libre de Bruxelles et spécialiste du nucléaire (il a travaillé au Centre de l’Énergie nucléaire dans les années 1960), Constant consacre sa vie au développement de l’IRE et en est le directeur général. Il reçoit le Prix Bologne-Lemaire du Wallon de l’année 1987.

### Années 1971 à 1978
Entre 1971 et 1973, L'institut national des radioéléments est créé et les premières constructions apparaissent.
Entre 1973 et 1978, le premier transfert d'activités s'effectue vers Fleurus. Sur ce site, six bâtiments seront créés. Ces locaux serviront à lancer la production d'131I et de 99Mo ainsi que la première fabrication d'123I. Il y aura deux innovations majeures durant cette période, l'une sera la création d'une section de radioimmunologie et l'autre sera la création d'une unité de traitement par irradiation au 60Co. Le matériel médical va également connaître des changements, celui-ci va commencer à être stérilisé dans le but d'éliminer ou de tuer les microorganismes portés par des milieux inertes contaminés.

### Années 1978 à 1991
Durant cette vingtaine d'années, l'Institut des radioéléments va se développer et commencer à être reconnu dans le domaine pharmaceutique. L'entreprise va créer deux infrastructures pour améliorer le contrôle de sa production. La première est son premier cyclotron et la seconde est sa filiale de transport : TRANSRAD.
Pendant cette période, l'IRE va lancer cinq productions différentes :
- Une production de thymidine tritiée.
- Une production de détecteurs d'incendie au 85Kr.
- Une production de disques de 60Co.
- Une production de gammagraphie industrielle à l'192Ir.
- Les préparations radioactives injectables à partir du 59Fe, du 47Ca, du 197Hg, du 85Sr, ainsi que des fils et épingles d'192Ir (utilisés en curiethérapie).

L'entreprise publique va être à l'origine du concept d'élution répétitive de générateur sec 99mTc et va réussir à créer des molécules marquées au tritium et au 14C.

### Années 1991 à 2008
Durant cette période, l'IRE subit une régionalisation d'une partie de ses activités. Cela va engendrer : 
- La vente des activités radiopharmaceutiques au groupe NORDION
- Cession des activités de stérilisation et radio immuno essais.
- Recentrage de l'IRE sur la production des radioisotopes 99Mo, 131I, 133Xe.

L'entreprise connait des investissements importants dans le cadre du redéploiement des activités radiopharmaceutiques. Elle développe différents équipements de télésurveillance de la radioactivité de l'environnement et missions de surveillance radiologique du territoire. L'entreprise belge Ion Beam Applications installe un cyclotron sur le site de Fleurus.

### Années 2008 à 2010
La société se développe, elle va étendre ses activités commerciales au niveau mondial. Durant ces deux années, l'IRE impose sa prise de leadership au niveau mondial pour la production de 99Mo et d'131I, elle réalise également des investissements considérables dans la rénovation des installations au niveau de la sûreté, sécurité et qualité.
En 2010, la filiale IRE ELiT est créée et reprend les activités radiopharmaceutiques dans les domaines du diagnostic et de la thérapie (188Re, 68Ga, ...).
L'entreprise signe d'importants contrats d'expertise au niveau mondial (Commission Européenne, IAEA, ...).

### Années 2010 à 2015
La société connait une évolution constante : +140 % pour le chiffre d'affaires et +53 % pour le nombre d'employés entre 2010 et 2015.
L'IRE crée un premier partenariat avec les universités belges dans le domaine de la recherche médicale et ouvrir un partenariat de recherche au niveau mondial. L'institut prend une participation majeure dans le HLG (High Level Group) du NEA/OCDE pour la sécurité de l'approvisionnement des radioisotopes médicaux.
L'IRE commence à prendre un rôle important dans l'AIPES (Association of Imaging Producers & Equipment Suppliers) et dans le Health Cluster de BIOWIN.

### Années 2015 à aujourd'hui
En 2016, IRE ELiT lance le Galli Eo (générateur de Germanium-68/Gallium-68) sur le marché pour s'impliquer davantage dans le domaine de l'imagerie des cancers puis obtient l'autorisation de mise sur le marché en Europe, de son générateur de Gallium-68, qui s'appellera désormais Galli Ad sur ce territoire. Fin 2019, IRE ELiT et Isologic annoncent l'approbation comme médicament de Galli Eo au Canada.
En 2018, l'IRE annonce un partenariat avec la société ASML, ayant pour but de développer une nouvelle méthode de production d'isotopes médicaux, sans fission, tel que le Mo-99/Tc-99m. C'est le début du projet SMART.
L'IRE et le SCK CEN annoncent la signature d'une partenariat public-public baptisé RECUMO qui apporte une solution structurelle pour gérer les résidus issus de la production de radioisotopes médicaux entreposés sur le site de l'IRE à Fleurus. Un premier transport de matière irradiée a été réalisé de Fleurus à Mol dans le cadre de ce partenariat.
En 2019, l'IRE s'agrandit en officialisant l'acquisition des activités de la Business Unit Service de sa filiale IRE ELiT. La BUS s'appelle désormais IRE Lab.
La Business Unit Service d'IRE ELiT lance officiellement RAMSES, le premier système automatique de surveillance radiologique en temps réel, sur le marché lors du congrès SFRP.
Deux évènements majeurs se dérouleront en 2020, l'IRE et le centre de recherche SCK CEN signent un partenariat public-public dont le but est, dans un premier temps, la production du radioisotope lutétium-177 (Lu-177).
IRE ELiT étend sa gamme de produits en lançant sur le marché mondial un générateur destiné à la recherche préclinique, Galli RD.
L’IRE a choisi IBA pour installer sur son site un cyclotron d’une énergie de 30 MeV et dont la mise en service est prévue pour 2023. L’installation de ce nouvel accélérateur de particules, le Cyclone IKON, permettra à l’IRE de produire directement et à la demande le Germanium-68 (Ge-68), matière première des générateurs de Germanium-68/ Gallium-68, dont la demande est en croissance rapide, et qui sont fabriqués sur le site de Fleurus par sa filiale pharmaceutique IRE ELiT pour servir les hôpitaux du monde entier.
Cet investissement donnera l’opportunité à l’IRE de maîtriser la chaîne de production complète de ses générateurs radiopharmaceutiques de Ga-68 pour approvisionner au mieux ses clients, mais aussi de diversifier ses activités de recherche avec la possibilité dans le futur de produire via ce cyclotron d’autres radioisotopes pour des applications innovantes en médecine nucléaire. Ce projet est en ligne avec la stratégie d’innovation et de diversification de l’Institut. Le projet dans sa globalité est estimé à 30 millions d'euros.

## Filiales

### IRE ELiT

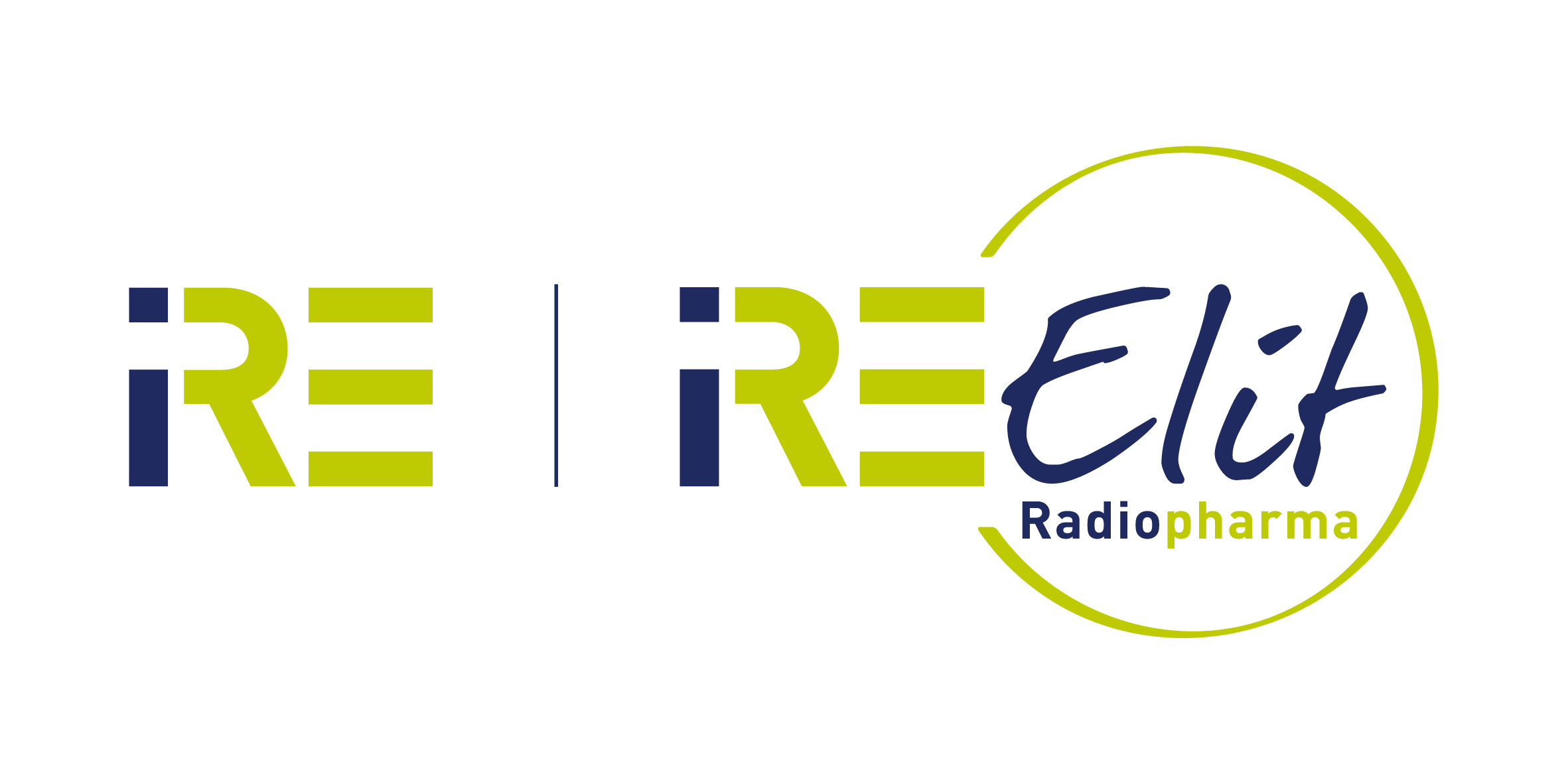
Logo IRE-IRE ELiT

Afin de renforcer son rôle dans le domaine de la médecine nucléaire, l’IRE - IRE ELiT a diversifié ses activités dans la production de produits radiopharmaceutiques.
A l’aide d’investissements dans des installations cGMP permettant d’effectuer les étapes nécessaires de purification et de stérilisation d’Ingrédients Pharmaceutiques Actifs (produits radiochimiques), l'IRE fournit désormais des solutions répondant aux exigences requises de qualité de produits radiopharmaceutiques et pouvant être administrées directement aux patients par des médecins spécialisés pour le diagnostic ou le traitement de maladies.
Le Ga-68 est principalement utilisé dans le domaine de l’oncologie, grâce au développement et à la disponibilité de nouvelles molécules marquées au Ga-68 comme, par exemple, pour le diagnostic des tumeurs neuroendocrines ou la détection du cancer récurrent de la prostate.

### IRE Lab

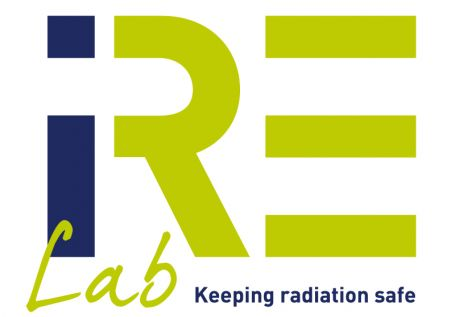
Logo IRE Lab

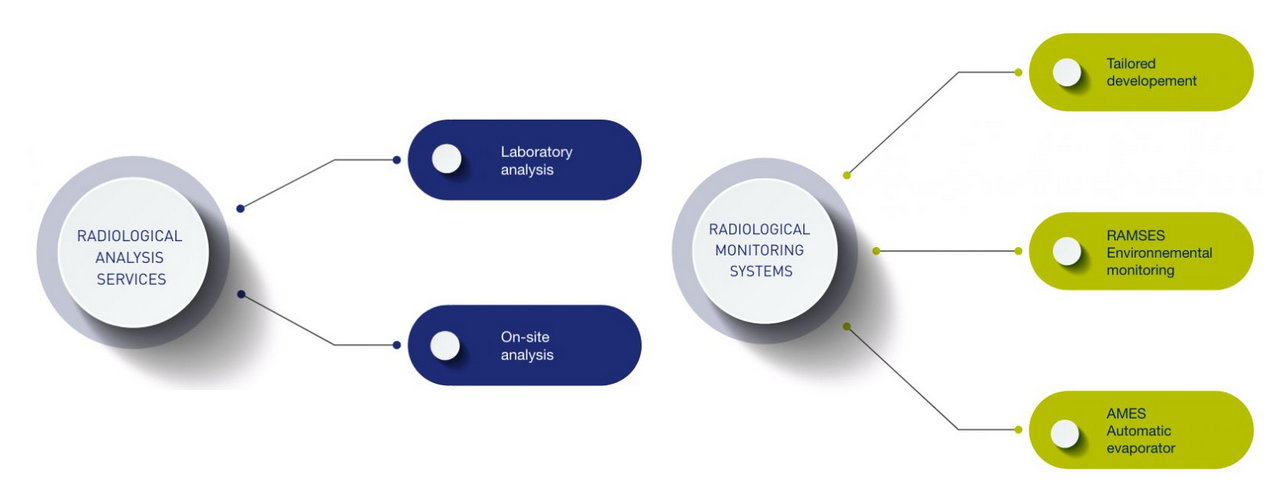
Activités IRE Lab

IRE Lab effectue des activités de conseil et solutions sur mesure pour le contrôle et l’analyse de la radioactivité.

## Incidents
Plusieurs incidents nucléaires impliquant de près ou de loin l'IRE ont été répertoriés. Ceux-ci sont classés selon leur gravité sur l'échelle internationale des événements nucléaires, aussi appelée échelle INES, allant de 0 (anomalie sans importance) à 7 (accident nucléaire majeur).

### Irradiation d'un travailleur chez Sterigenics en 2006
Le 11 mars 2006, un ouvrier travaillant à l'irradiation des aliments chez Sterigenics a été fortement irradié par la source de rayonnement ionisant au Cobalt-60. Il est entré dans le local alors que la source n'avait pas été mise en sécurité et a reçu une forte dose, potentiellement mortelle, de 4,4 à 4,8 grays. C'est un accident de niveau 4 sur l'échelle INES. L'IRE avait un contrat de gestion de la sécurité dans l'entreprise.

### Rejet d'iode radioactif en 2008
Le vendredi 22 août 2008, le transfert de cuves contenant des solutions radioactives acides dans des réservoirs de stockage contenant de l'iodure résiduel conduit à la libération et au rejet d'iode 131 sous forme gazeuse (diiode I2) par une cheminée. Le rejet n'est pas détecté par le système d'alarme, défectueux. Le 25 août 2008, dans l'après-midi, soit près de quatre jours après le début de l'incident, l'IRE prévient l'Agence fédérale de Contrôle nucléaire, qui classera l’incident au niveau 3 sur l'échelle INES. L'émission, longue, mais de faible intensité n'a pas été détectée par le réseau Telerad. On estime à 47 GBq la quantité d'iode 131 rejetée, soit environ la quantité autorisée sur une année.

### Contamination d'un employé en 2016
le 14 janvier 2016, Lors d'une opération de « remise en état » de cellules de production, une contamination à de l'iode 131 a eu lieu dans un laboratoire de l'IRE. Plusieurs employés étaient sur place, dont un a présenté une faible irradiation (sous le seuil règlementaire). Par ailleurs, une émanation d'iode 131 a eu lieu au niveau d'une cheminée, aussi en quantité faible. L'incident a été classé niveau 1 sur l'échelle INES.

### Incidents de conditionnement et d'envois en 2018
Le 23 juin 2018, une erreur de conditionnement dans un envoi de colis a eu lieu. Trois flacons de molybdène-99 envoyé par l'IRE à un client étaient en surcapacité. Ils contenaient chacun 1 à 2 millilitres excédentaires dans des flacons normalement limités à 20 millilitres. Cet évènement fut classé de niveau 1 sur l'échelle INES.
Le 27 juin 2018, l’IRE a inversé deux colis et leurs destinataires, contenant de l’iode 131 à la suite d'une erreur humaine. L’incident a également été classé à 1 sur l’échelle INES.